# 亚形锦叶藓
亚形锦叶藓（学名：Dicranoloma assimile）为曲尾藓科锦叶藓属下的一个种。